# Hôtel de la collectivité de Saint-Barthélemy
L’hôtel de la collectivité de Saint-Barthélemy, appelé localement « l’hôtel de la Collectivité », est le siège du conseil territorial et du conseil économique, social, culturel et environnemental.
Situé à la Pointe à Gustavia, il était également la mairie, lieu des délibérations du conseil municipal entre 2002 et 2007 alors que Saint-Barthélemy constituait une commune du département et de la région d’outre-mer de la Guadeloupe.

## Histoire
L’hôtel de la Collectivité accueille des institutions de la collectivité de Saint-Barthélemy. En effet, le conseil territorial y siège depuis le 15 juillet 2007. Le conseil économique, social et culturel (2007-2015), devenu le conseil économique, social, culturel et environnemental (depuis 2015), y a été installé à compter du 18 décembre 2007.

## Localisation
Le bâtiment est sis à la Pointe à Gustavia sur l’île de Saint-Barthélemy.